# Idioma chuj
El idioma chuj es uno de los idiomas mayenses hablado por la población de la etnia chuj que habita en el altiplano occidental de Guatemala y en una zona vecina del estado mexicano de Chiapas. El chuj forma parte de la rama occidental de la familia de lenguas mayenses junto con el q'anjob'al, jacalteco, acateco, tojolabal y mocho'. Formó su propia rama lingüística (el chujeano) hace aproximadamente 21 siglos.
La comunidad lingüística del idioma chuj tiene unos 50 000 hablantes, concentrados sobre todo en tres municipios del departamento de Huehuetenango al oeste de Guatemala: San Mateo Ixtatán, San Sebastián Coatán y Nentón. Algunas comunidades en los municipios de Barillas e Ixcán también hablan chuj. A raíz de la guerra civil en Guatemala (1960-1996) miles de refugiados migraron hacia el territorio chiapaneco, donde en la actualidad viven aproximadamente 10 000 personas.

## Fonética, fonología y escritura

### Cuadro de fonemas
|         | Anterior | Posterior |
| ------- | -------- | --------- |
| Cerrada | i        | u         |
| Media   | e        | o         |
| Abierta | a        | a         |

|                    |             | Labial | Alveolar | Alveolar  | Palatal   | Velar  | Uvular | glotal |
| ------------------ | ----------- | ------ | -------- | --------- | --------- | ------ | ------ | ------ |
| Nasal              | Nasal       | m      | n        | n         |           | ŋ ⟨nh⟩ |        |        |
| Oclusiva/ Africada | Tenue       | p      | t        | t͡s ⟨tz⟩   | t͡ʃ ⟨ch⟩   | k      |        | ʔ ⟨ʼ⟩  |
| Oclusiva/ Africada | Glotalizada |        | tʼ       | t͡sʼ ⟨tzʼ⟩ | t͡ʃʼ ⟨chʼ⟩ | kʼ     |        | ʔ ⟨ʼ⟩  |
| Oclusiva/ Africada | implosiva   | ɓ ⟨bʼ⟩ |          |           |           |        |        |        |
| fricativa          | fricativa   | v ⟨w⟩  | s        | s         | ʃ ⟨x⟩     |        | χ ⟨j⟩  |        |
| Aproximante        | Aproximante |        | l        | l         | j ⟨y⟩     |        |        |        |
| Vibrante           | Vibrante    |        | r        | r         |           |        |        |        |

### Ortografía
a, b', ch, ch', e, h, i, j, k, k', l, m, n, nh, o, p, r, s, t, t', tz, tz', u, w, x, y, ' (saltillo)

## Léxico

### Ejemplos del vocabulario chuj en San Mateo Ixtatán
- pat = casa
- ix = mujer
- winak = hombre
- unin = niño
- wa'il = tortilla
- ixim = maíz
- tut = frijoles
- pajich = tomate
- k'u = sol
- nhab' = lluvia
- ik' = viento o aire
- asun = nube
- lum = tierra
- slumalte` = Guatemala
- katal = catarina
- Antún = antoño/ña
- xumak = Flor
- pekal = cotilleo
- cham = muerto, muerte

### Ejemplos del vocabulario Chuj de San Sebastián Coatán
- chakchak = rojo
- b'ak = hueso
- onh = aguacate
- lu'um = tierra
- ha' = agua
- te' = árbol
- nunb'il = mamá
- mamb'il = papá
- nholob' = huevo
- nha = casa
- k'anal = estrella
- u'j = luna/mes
- u'sej = zopilote
- snichte' = flor
- xib'lb'a = muerto /difunto
- lumtak = sucio
- Chakpan = arco iris
- wo' = sapo
- namnich = mariposa
- tz'i' = perro

### Números de 1 a 20
San Mateo Ixtatán / San Sebastián Coatán
1. Jun / Jun[8]
2. Chab' / Cha'ab'/chab'
3. Oxe' / Oxe'
4. Chanhe' / Chanhe'
5. Hoye' / Ho'e'
6. Wake' (se pronuncia " bake' ") / Wake'
7. Huke' / Huke'
8. Wajxake' (se pronuncia " bajxake' ") / Wajxke'
9. B'alunhe' / B'alnhe'
10. Lajunhe' / Lajnhe'
11. Huxluche' / Huxlche'
12. Lajchawe' / Lajchwe'
13. Oxlajunhe' / Oxlajnhe'
14. Chanhlajunhe' / Chanhlajnhe'
15. Holajunhe' / Holajnhe'
16. Waklajunhe' / Waklajnhe'
17. Huklajunhe' / Huklajnhe'
18. Wajxaklajunhe' /Wajxklajnhe'
19. Balunhlajunhe' / B'alnhlajnhe'
20. Junk'al / Junwinak